# Malina (obwód Burgas)
Malina (bułg. Малина) – wieś w Bułgarii, w obwodzie Burgas, w gminie Sredec. W 2023 roku liczyła 57 mieszkańców.